# Didi Abuli
Didi Abuli (georgià: დიდი აბული; armeni: Աբուլ (Abul)) és un dels cims més alts de les muntanyes del Caucas Menor a la nació de Geòrgia. La muntanya es troba a la serralada Abul-Samsari a una altitud de 3,301 m (10,830 ft) sobre el nivell del mar. Didi Abuli és un estratovolcà extingit.